# Łukasz (Gebrehiwet)
Łukasz (imię świeckie Lukas Gebrehiwet, ur. 1936) – duchowny Erytrejskiego Kościoła Ortodoksyjnego, od 2004 biskup Gasz-Barka. Sakrę biskupią otrzymał 30 kwietnia 2004. Pełni również urząd sekretarza generalnego Świętego Synodu.